# Wist niemiecki
Wist niemiecki – gra karciana dla dwóch osób polegająca na braniu lew. Jest to odmiana wista dostosowana do dwóch graczy. 

## Zasady
Gra się pełną talią 52 kart. Starszeństwo kart jest standardowe (od najstarszej):
A, K, Q, J, 10, 9,..., 2.
Rozdający rozdaje każdemu graczowi po 13 kart i odkłada nierozdane karty. Nierozdane karty tworzą stos. Karta z wierzchu stosu jest odsłaniana. Jej kolor wyznacza kolor atutowy obowiązujący do końca rozdania. Przeciwnik rozdającego kładzie dowolną kartę. Istnieje obowiązek dokładania do koloru. Zwycięzca lewy bierze kartę z góry stosu. Po nim to samo robi drugi gracz. Następnie jest odsłaniana karta z góry stosu. Zwycięzca poprzedniej lewy wychodzi do następnej itd. aż do wyczerpania stosu. 
Gdy stos jest wyczerpany rozpoczyna się drugi etap gry. Gracz, który weźmie większość lew (tzn. co najmniej 7) w drugim etapie wygrywa rozdanie.       

## Odmiany zasad
Przy punktacji można uwzględniać wszystkie 26 lew zamiast tylko ostatnich 13. Wówczas wygrywa gracz, który weźmie większość z 26 lew (czyli co najmniej 14).  
W wersji opisanej powyżej nie da się wyegzekwować obowiązku dokładania do koloru w pierwszej fazie - gracz zawsze może powiedzieć, że wyciągnął daną kartę ze stosu. Rozwiązania tego teoretycznego problemu są dwa: można przyjąć, że dopóki stos nie jest wyczerpany, nie ma obowiązku dokładania do koloru. Taka zasada funkcjonuje w grach takich jak mariasz i 66. Drugim rozwiązaniem jest przyjęcie, że gracz, który ciągnie kartę ze stosu pokazuje ją przeciwnikowi. Takie rozwiązanie przyjęto w tressette.
W grę można również grać bez koloru atutowego.